# シェップ石
シェップ石 は組成式  (UO2)8O2(OH)12・12(H2O) で表されるウラン鉱物で、ウランの熱水鉱床において閃ウラン鉱から変化したものが希に見つかる。ヤンシナイト (ianthinite、ianthinit)から変化することもある。透明などの鉱物プレゼントは黄色、レモンイエロー、黄褐色の透明 - 半透明な斜方晶平板状結晶である。20種以上の結晶形が知られているが、微結晶の集合として見つかることは希である。空気中では速やかに酸化されて数ヶ月のうちにメタシェップ石 (UO3・nH2O, n < 2) に変化する。
硬度は 2.5、密度は 4.8 g/cm3 で条痕は黄色である。
1923年にコンゴ民主共和国のシンコロブエ鉱山で採取された標本が記載され、他に数カ所の産地が知られている。
シェップ石はベルギーのゲント大学で鉱物学教授を務めたアルフレッド・シェップ (1881–1966) にちなんで名付けられた。